# Ene Ergma
Ene Ergma (Rakvere, 1944. február 29. −) észt asztrofizikus, politikus, 1997-től az Észt Tudományos Akadémia tagja. 2003-tól 2015-ig parlamenti képviselő, 2003–2006, valamint 2007–2014 között az észt parlament (Riigikogu) elnöke, 2006-2007-ben annak alelnöke volt. Kezdetben a Res Publika párt, majd annak átalakulása után a Haza és Res Publica Uniója párt tagja volt 2016-ig. Jelöltként indult a 2006-os észtországi elnökválasztáson.

## Életrajza

### Tanulmányai
1962-ben érettségizett Viljandi Carl Robert Jakobson nevét viselő 1. sz középiskolájában. 1962–1964 között a Tartui Állami Egyetemen tanult fizikát. Ezt követően a Moszkvai Állami Egyetemen (MGU) csillagászatot tanult és 1969-ben szerzett diplomát. 1972-ben szerzett matematikai-fizikai kandidátusi címet az MGU-n.

### Szakmai karrierje
1972-től 1974-ig a Szovjet Tudományos Akadémia tartui Fizikai és Csillagászati Intézetében dolgozott tudományos segédmunkatársként. 1974-től 1988-ig Moszkvában a Szovjetunió Tudományos Akadémiájának Csillagászati Intézetében dolgozott, kezdetben tudományos segédmunkatársként, később kutatóként, majd vezető kutatóként. 1984-ben fizikai-matematika doktori címet szerzett.  Disszertációjának címe: „Instabil fúziós égés a csillagok késői fejlődési szakaszában.” 
Kutatási területe az asztrofizika, azon belül a csillagok konvektív zónájában lejátszódó fizikai folyamatok, a szupernóva előtti evolúció, az akkréciós neutroncsillagokban és a fehér törpék felszínén lejátszódó termonukleáris folyamatok, valamint az alacsony tömegű röntgen kettőscsillagok fejlődése. 
Az 1980-as évek végén követően visszatért Észtországba, ahol kezdetben a Tartui Egyetem Elméleti Fizika és Asztrofizika Tanszékén dolgozott 1988–1992 között. 1990-ben egyetemi tanári címet kapott. 1992-től 1998-ig a Tartui Egyetem Elméleti Fizikai Intézetének vezetője volt. 1997-ben az Észt Tudományos Akadémia tagjává választották. 1999–2004 között annak alelnöke volt. 
1994-ben a Göttingeni Akadémia, 1997-ben az Amszterdami Egyetem vendégprofesszora volt.
Az akadémián a Csillagászati és Fizikai Osztály tagja. 2015-től a Tartui Egyetem professor emeritusa.

## Politikai tevékenysége
A 2000-es évek eleje óta politizál. 2002-ben belépett a konzervatív-liberális Res Publika pártba. A 2003-as észtországi parlamenti választáson pártlistán mandátumot szerzett és tagja lett a Riigikogunak. 2003–2006 között a parlament elnöke. 2006-ban a Res Publica párt egyesült a Haza Szövetséggel, így Ene Ergma a Haza és Res Publica Szövetsége (Isamaa ja Res Publica Liit) tagjaként folytatta a parlamenti munkáját, és 2006-2007-ben a parlament alelnöke volt.
Egyedüli jelöltként indult a 2006-os észtországi elnökválasztáson, de az első fordulóban nem kapta meg a 101 parlamenti képviselő 2/3-ának támogatását, a szükséges 67 szavazat helyett csak 65-t kapott. 101 fős az elnökválasztás első fordulójában indult. Az elnökválasztás következő fordulóiban nem indult, végül Toomas Hendrik Ilvest választották Észtország elnökévé.
2007-től 2016-os kilépéséig a Haza és Res Publica párt alelnöke volt. A 2007-es, majd a 2011-es észtországi parlamenti választáson is a Haza és Res Publica Uniója listáján szerzett mandátumot, és ebben a két parlamenti ciklusban is a Riigikogu elnöke volt. A 2015-ös parlamenti választáson nem indult.
2016 júniusában kilépett a Haza és Res Publica Uniójából, amit azzal indokolt, hogy a párt elveszítette identitását és populista irányba fordult.
Több cikluson keresztül a Reformpárt színeiben Tartui Városi Közgyűlés tagja. 2017 novemberében a Tartui Városi Közgyűlés alelnökévé választották.

## Társadalmi tevékenysége
Tagja a Nemzetközi Csillagászati Uniónak (IAU) és az Európai Csillagászati Társaságnak (EAS), levelező tagja az Angol Királyi Csillagászati Társaságnak és külföldi tagja a Svéd Királyi Mérnökakadémiának. Tagja az Európai Űrpolitikai Intézet tanácsadó testületének, valamint Észt Űrügyek Tanácsának. 2018-ban az Észtországi Tudomány Népszerűsítésével Foglalkozó Nemzeti Versenybizottság elnöke volt. A Tartui Akadémiai Teniszklub tiszteletbeli tagja.

## Magánélet
Ene Ergma nem házas és nincs gyereke. Kedveli a művészeteket, a klasszikus zenét, a színházat és szereti a jó könyveket.

## Kitüntetései
- 2001: Fehér Csillag érdemrend, IV. osztály
- 2003: a Portugál Köztársaság Dom Henrique herceg rendjének nagykeresztje
- 2004: az Észt Tudományos Akadémia érdemérme[7]
- 2007: Osztrák Köztársaság Érdemjele[8]
- 2008: Nemzeti Címer rend, II. osztály
- 2008: Balti Közgyűlés érme[9]
- 2008: a Holland Királyság Oránia-Nassau-rendjének nagykeresztje
- 2009: Három Csillag érdemrend
- 2012: National Maltese Order of Merit
- 2015: Johann Skytte-érem[10]
- 2020: Az év tartui nője[11]